# Großer Preis von Großbritannien 1982
Der Große Preis von Großbritannien 1982 (offiziell XXXV Marlboro British Grand Prix) fand am 18. Juli auf dem Brands Hatch Circuit in Fawkham statt und war das zehnte Rennen der Formel-1-Weltmeisterschaft 1982.

## Berichte

### Hintergrund
Das Team March gab den Einsatz eines dritten Werkswagens auf, wodurch die Formel-1-Karriere von Emilio de Villota endete. Nigel Mansell kehrte nach auskurierter Verletzung anstelle des Testfahrers Roberto Moreno, der ihn beim Großen Preis der Niederlande zwei Wochen zuvor vertreten hatte, wieder ins Lotus-Cockpit zurück.
John Watson führte zu diesem Zeitpunkt die WM-Wertung mit einem Punkt Vorsprung vor Didier Pironi an.

### Training
Mit Keke Rosberg qualifizierte sich erst zum zweiten Mal in der laufenden Saison ein Fahrer für den ersten Startplatz, der nicht mit einem Turbomotor ausgestattet war. Für den Finnen war dies zudem die erste Pole-Position seiner Grand-Prix-Karriere. Mit den Brabham-Piloten Riccardo Patrese und Nelson Piquet sowie Ferrari-Pilot Pironi folgten gleich drei turbomotorisierte Fahrzeuge vor Niki Lauda und René Arnoux.
Bis auf Eddie Cheever erreichten sämtliche Piloten in beiden Qualifikationstrainings ihre jeweiligen Bestzeiten mit Durchschnittsgeschwindigkeiten von mehr als 200 km/h.

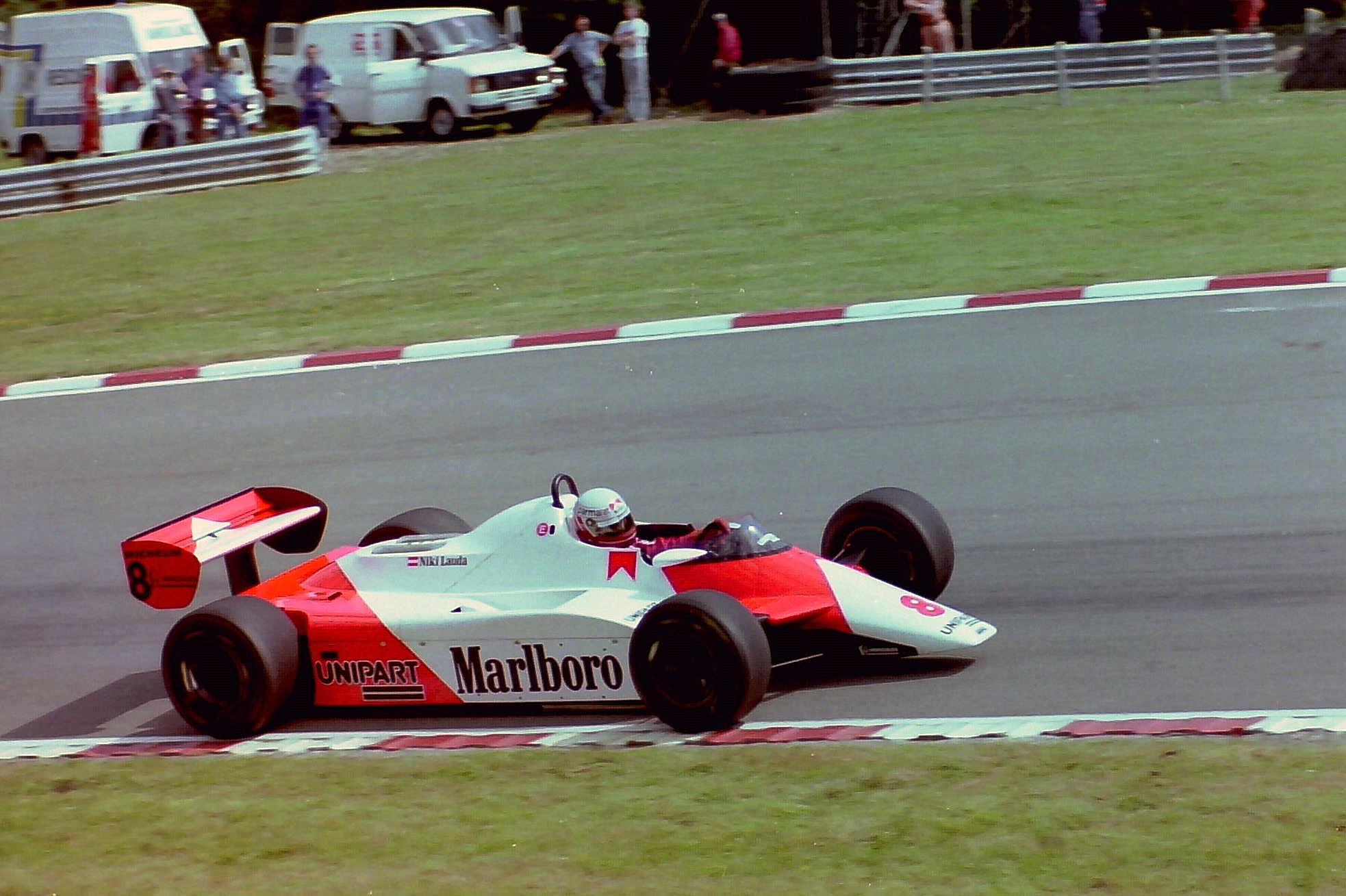
Rennsieger Niki Lauda während des Grand Prix.

### Rennen
Im Vorfeld des Rennens wurden mit Spannung die Vorbereitungen des Brabham-Teams beobachtet. Es wurde eine Betankungsanlage bereitgestellt und offenbar plante man, das Rennen mit nur zur Hälfte gefülltem Tank und weichen Reifen zu beginnen. Diese Vorgehensweise machte etwa zur Hälfte des Rennens einen von vornherein einkalkulierten Boxenstopp inklusive Nachtanken erforderlich, was zum damaligen Zeitpunkt noch völlig ungewöhnlich war, sich jedoch im Laufe der folgenden Jahre zum Standard in der Formel 1 entwickelte.
Als das Feld zur Vorstartrunde startete, blieb der Wagen des Pole-Setters Rosberg stehen, sodass Patrese beim eigentlichen Rennstart die Pole-Position innehatte. Dieser kam jedoch ebenfalls nicht von der Stelle, sodass Piquet in Führung ging und Pironi nur knapp dem vor ihm stehenden Brabham ausweichen konnte. Arnoux gelang dies nicht und er prallte in das Heck des stehenden Wagens. Watson musste aufgrund dessen auf den Rasen neben der Strecke ausweichen. Teo Fabi kollidierte mit einem abgerissenen Rad und schied dadurch aus.
Rosberg, der das Rennen vom letzten Platz aus aufnehmen musste, überholte bereits während der ersten Runde acht Kontrahenten. Während der folgenden Runden gelangte er bis auf den sechsten Rang nach vorn. Unterdessen führte Piquet vor Lauda und Pironi.
In der dritten Runde ereignete sich eine Kollision zwischen Chico Serra und Jean-Pierre Jarier, wobei sich der Brasilianer überschlug. Beim Versuch, den beiden Verunfallten auszuweichen, drehte sich Watson ins Aus.
Als Piquet in der zehnten Runde aufgrund eines Problems mit der Kraftstoffzufuhr ausschied, übernahm Lauda die Führung vor Pironi sowie Derek Daly und Derek Warwick, der in der zwölften Runde Elio de Angelis überholte. Durch Überholmanöver gegen Daly in Runde 18 und gegen Pironi in Runde 25 gelangte Warwick sogar auf den zweiten Rang, bevor er in der 41. Runde aufgrund eines technischen Defektes ausschied. Dadurch nahm Pironi wieder den zweiten Rang hinter Lauda ein.
Aufgrund technischer Schwierigkeiten verlor de Angelis den dritten Rang in der letzten Runde an Patrick Tambay und wurde somit vor Daly und Alain Prost Vierter.
Brian Henton absolvierte zum ersten und einzigen Mal die schnellste Rennrunde eines Grand Prix.
Da beide Brabham-Piloten nach nur wenigen Runden ausgeschieden waren, fand die neue Boxenstoppstrategie des Teams in diesem Rennen noch keine Anwendung.

## Meldeliste
| Team                           | Nr. | Fahrer             | Chassis        | Motor                    | Reifen |
| ------------------------------ | --- | ------------------ | -------------- | ------------------------ | ------ |
| Parmalat Racing Team           | 01  | Nelson Piquet      | Brabham BT50   | BMW M12/13 1,5 L4t       | G      |
| Parmalat Racing Team           | 02  | Riccardo Patrese   | Brabham BT50   | BMW M12/13 1,5 L4t       | G      |
| Team Tyrrell                   | 03  | Michele Alboreto   | Tyrrell 011    | Ford Cosworth DFV 3.0 V8 | G      |
| Team Tyrrell                   | 04  | Brian Henton       | Tyrrell 011    | Ford Cosworth DFV 3.0 V8 | G      |
| TAG Williams Team              | 05  | Derek Daly         | Williams FW08  | Ford Cosworth DFV 3.0 V8 | G      |
| TAG Williams Team              | 06  | Keke Rosberg       | Williams FW08  | Ford Cosworth DFV 3.0 V8 | G      |
| Marlboro McLaren International | 07  | John Watson        | McLaren MP4/1B | Ford Cosworth DFV 3.0 V8 | M      |
| Marlboro McLaren International | 08  | Niki Lauda         | McLaren MP4/1B | Ford Cosworth DFV 3.0 V8 | M      |
| Team ATS                       | 09  | Manfred Winkelhock | ATS D5         | Ford Cosworth DFV 3.0 V8 | G      |
| Team ATS                       | 10  | Eliseo Salazar     | ATS D5         | Ford Cosworth DFV 3.0 V8 | G      |
| John Player Team Lotus         | 11  | Elio de Angelis    | Lotus 91       | Ford Cosworth DFV 3.0 V8 | G      |
| John Player Team Lotus         | 12  | Nigel Mansell      | Lotus 91       | Ford Cosworth DFV 3.0 V8 | G      |
| Ensign Racing                  | 14  | Roberto Guerrero   | Ensign N181    | Ford Cosworth DFV 3.0 V8 | P      |
| Équipe Renault Elf             | 15  | Alain Prost        | Renault RE30B  | Renault EF1 1.5 V6t      | M      |
| Équipe Renault Elf             | 16  | René Arnoux        | Renault RE30B  | Renault EF1 1.5 V6t      | M      |
| Rothmans March Grand Prix Team | 17  | Jochen Mass        | March 821      | Ford Cosworth DFV 3.0 V8 | A      |
| Rothmans March Grand Prix Team | 18  | Raul Boesel        | March 821      | Ford Cosworth DFV 3.0 V8 | A      |
| Fittipaldi Automotive          | 20  | Chico Serra        | Fittipaldi F8D | Ford Cosworth DFV 3.0 V8 | P      |
| Marlboro Team Alfa Romeo       | 22  | Andrea de Cesaris  | Alfa Romeo 182 | Alfa Romeo 1260 3.0 V12  | M      |
| Marlboro Team Alfa Romeo       | 23  | Bruno Giacomelli   | Alfa Romeo 182 | Alfa Romeo 1260 3.0 V12  | M      |
| Équipe Talbot Gitanes          | 25  | Eddie Cheever      | Ligier JS17B   | Matra MS81 3.0 V12       | M      |
| Équipe Talbot Gitanes          | 26  | Jacques Laffite    | Ligier JS19    | Matra MS81 3.0 V12       | M      |
| Scuderia Ferrari SpA SEFAC     | 27  | Patrick Tambay     | Ferrari 126C2  | Ferrari 021 1.5 V6t      | G      |
| Scuderia Ferrari SpA SEFAC     | 28  | Didier Pironi      | Ferrari 126C2  | Ferrari 021 1.5 V6t      | G      |
| Arrows Racing Team             | 29  | Marc Surer         | Arrows A4      | Ford Cosworth DFV 3.0 V8 | P      |
| Arrows Racing Team             | 30  | Mauro Baldi        | Arrows A4      | Ford Cosworth DFV 3.0 V8 | P      |
| Osella Squadra Corse           | 31  | Jean-Pierre Jarier | Osella FA1C    | Ford Cosworth DFV 3.0 V8 | P      |
| Theodore Racing Team           | 32  | Jan Lammers        | Theodore TY02  | Ford Cosworth DFV 3.0 V8 | G      |
| Toleman Group Motorsport       | 33  | Derek Warwick      | Toleman TG181C | Hart 415T 1.5 L4t        | P      |
| Toleman Group Motorsport       | 36  | Teo Fabi           | Toleman TG181C | Hart 415T 1.5 L4t        | P      |

## Klassifikationen

### Qualifying
| Pos. | Fahrer             | Konstrukteur    | Qualifikationstraining 1 | Qualifikationstraining 1 | Qualifikationstraining 2 | Qualifikationstraining 2 | Start |
| Pos. | Fahrer             | Konstrukteur    | Zeit                     | Ø-Geschwindigkeit        | Zeit                     | Ø-Geschwindigkeit        | Start |
| ---- | ------------------ | --------------- | ------------------------ | ------------------------ | ------------------------ | ------------------------ | ----- |
| 01   | Keke Rosberg       | Williams-Ford   | 1:09,540                 | 217,791 km/h             | 1:10,663                 | 214,330 km/h             | 01    |
| 02   | Riccardo Patrese   | Brabham-BMW     | 1:10,980                 | 213,373 km/h             | 1:09,627                 | 217,519 km/h             | 02    |
| 03   | Nelson Piquet      | Brabham-BMW     | 1:10,418                 | 215,076 km/h             | 1:10,060                 | 216,175 km/h             | 03    |
| 04   | Didier Pironi      | Ferrari         | 1:10,066                 | 216,156 km/h             | 1:10,386                 | 215,173 km/h             | 04    |
| 05   | Niki Lauda         | McLaren-Ford    | 1:11,303                 | 212,406 km/h             | 1:10,638                 | 214,406 km/h             | 05    |
| 06   | René Arnoux        | Renault         | 1:12,371                 | 209,272 km/h             | 1:10,641                 | 214,397 km/h             | 06    |
| 07   | Elio de Angelis    | Lotus-Ford      | 1:10,650                 | 214,369 km/h             | 1:10,735                 | 214,112 km/h             | 07    |
| 08   | Alain Prost        | Renault         | 1:11,333                 | 212,317 km/h             | 1:10,728                 | 214,133 km/h             | 08    |
| 09   | Michele Alboreto   | Tyrrell-Ford    | 1:11,904                 | 210,631 km/h             | 1:10,892                 | 213,638 km/h             | 09    |
| 10   | Derek Daly         | Williams-Ford   | 1:10,980                 | 213,373 km/h             | 1:11,197                 | 212,722 km/h             | 10    |
| 11   | Andrea de Cesaris  | Alfa Romeo      | 1:11,347                 | 212,275 km/h             | 1:12,309                 | 209,451 km/h             | 11    |
| 12   | John Watson        | McLaren-Ford    | 1:11,556                 | 211,655 km/h             | 1:11,418                 | 212,064 km/h             | 12    |
| 13   | Patrick Tambay     | Ferrari         | 1:11,750                 | 211,083 km/h             | 1:11,430                 | 212,029 km/h             | 13    |
| 14   | Bruno Giacomelli   | Alfa Romeo      | 1:11,502                 | 211,815 km/h             | 1:15,549                 | 200,469 km/h             | 14    |
| 15   | Teo Fabi           | Toleman-Hart    | 1:12,979                 | 207,528 km/h             | 1:11,728                 | 211,148 km/h             | 15    |
| 16   | Derek Warwick      | Toleman-Hart    | 1:12,236                 | 209,663 km/h             | 1:11,761                 | 211,051 km/h             | 16    |
| 17   | Brian Henton       | Tyrrell-Ford    | 1:12,952                 | 207,605 km/h             | 1:12,080                 | 210,117 km/h             | 17    |
| 18   | Jean-Pierre Jarier | Osella-Ford     | 1:13,109                 | 207,159 km/h             | 1:12,436                 | 209,084 km/h             | 18    |
| 19   | Roberto Guerrero   | Ensign-Ford     | 1:14,877                 | 202,268 km/h             | 1:12,668                 | 208,416 km/h             | 19    |
| 20   | Jacques Laffite    | Ligier-Matra    | 1:13,402                 | 206,332 km/h             | 1:12,695                 | 208,339 km/h             | 20    |
| 21   | Chico Serra        | Fittipaldi-Ford | 1:13,255                 | 206,746 km/h             | 1:13,096                 | 207,196 km/h             | 21    |
| 22   | Marc Surer         | Arrows-Ford     | 1:13,181                 | 206,955 km/h             | 1:13,701                 | 205,495 km/h             | 22    |
| 23   | Nigel Mansell      | Lotus-Ford      | 1:13,545                 | 205,931 km/h             | 1:13,212                 | 206,868 km/h             | 23    |
| 24   | Eddie Cheever      | Ligier-Matra    | 1:15,977                 | 199,339 km/h             | 1:13,301                 | 206,617 km/h             | 24    |
| 25   | Jochen Mass        | March-Ford      | 1:14,657                 | 202,864 km/h             | 1:13,622                 | 205,716 km/h             | 25    |
| 26   | Mauro Baldi        | Arrows-Ford     | 1:15,246                 | 201,276 km/h             | 1:13,721                 | 205,439 km/h             | 26    |
| DNQ  | Manfred Winkelhock | ATS-Ford        | 1:13,741                 | 205,384 km/h             | 1:15,548                 | 200,471 km/h             | –     |
| DNQ  | Jan Lammers        | Theodore-Ford   | 1:13,815                 | 205,178 km/h             | 1:14,303                 | 203,830 km/h             | –     |
| DNQ  | Eliseo Salazar     | ATS-Ford        | 1:15,330                 | 201,051 km/h             | 1:13,866                 | 205,036 km/h             | –     |
| DNQ  | Raul Boesel        | March-Ford      | 1:15,724                 | 200,005 km/h             | 1:13,968                 | 204,753 km/h             | –     |

### Rennen
| Pos. | Fahrer             | Konstrukteur    | Runden | Stopps | Zeit        | Start | Schnellste Runde |
| ---- | ------------------ | --------------- | ------ | ------ | ----------- | ----- | ---------------- |
| 01   | Niki Lauda         | McLaren-Ford    | 76     | 0      | 1:35:33,812 | 05    | 1:13,639         |
| 02   | Didier Pironi      | Ferrari         | 76     | 0      | + 25,726    | 04    | 1:14,134         |
| 03   | Patrick Tambay     | Ferrari         | 76     | 0      | + 38,436    | 13    | 1:14,190         |
| 04   | Elio de Angelis    | Lotus-Ford      | 76     | 0      | + 41,242    | 07    | 1:14,198         |
| 05   | Derek Daly         | Williams-Ford   | 76     | 1      | + 41,430    | 10    | 1:13,179         |
| 06   | Alain Prost        | Renault         | 76     | 0      | + 41,636    | 08    | 1:13,264         |
| 07   | Bruno Giacomelli   | Alfa Romeo      | 75     | 0      | + 1 Runde   | 14    | 1:14,817         |
| 08   | Brian Henton       | Tyrrell-Ford    | 75     | 1      | + 1 Runde   | 17    | 1:13,028 (63.)   |
| 09   | Mauro Baldi        | Arrows-Ford     | 74     | 0      | + 2 Runden  | 26    | 1:15,826         |
| 10   | Jochen Mass        | March-Ford      | 73     | 1      | + 3 Runden  | 25    | 1:16,287         |
| –    | Andrea de Cesaris  | Alfa Romeo      | 66     | 0      | DNF         | 11    | 1:15,138         |
| –    | Eddie Cheever      | Ligier-Matra    | 60     | 0      | DNF         | 24    | 1:14,977         |
| –    | Marc Surer         | Arrows-Ford     | 59     | 1      | DNF         | 22    | 1:15,702         |
| –    | Keke Rosberg       | Williams-Ford   | 50     | 3      | DNF         | 01    | 1:14,222         |
| –    | Michele Alboreto   | Tyrrell-Ford    | 44     | 4      | DNF         | 09    | 1:14,787         |
| –    | Jacques Laffite    | Ligier-Matra    | 42     | 0      | DNF         | 20    | 1:14,904         |
| –    | Derek Warwick      | Toleman-Hart    | 41     | 0      | DNF         | 16    | 1:14,063         |
| –    | Nigel Mansell      | Lotus-Ford      | 30     | 1      | DNF         | 23    | 1:16,163         |
| –    | Nelson Piquet      | Brabham-BMW     | 9      | 0      | DNF         | 03    | 1:13,688         |
| –    | Roberto Guerrero   | Ensign-Ford     | 3      | 0      | DNF         | 19    | 1:23,148         |
| –    | Jean-Pierre Jarier | Osella-Ford     | 2      | 0      | DNF         | 18    | 1:22,025         |
| –    | Chico Serra        | Fittipaldi-Ford | 2      | 0      | DNF         | 21    | 1:21,241         |
| –    | John Watson        | McLaren-Ford    | 2      | 0      | DNF         | 12    | 1:21,712         |
| –    | Riccardo Patrese   | Brabham-BMW     | 0      | 0      | DNF         | 02    | –                |
| –    | René Arnoux        | Renault         | 0      | 0      | DNF         | 06    | –                |
| –    | Teo Fabi           | Toleman-Hart    | 0      | 0      | DNF         | 15    | –                |

## WM-Stände nach dem Rennen
Die ersten sechs des Rennens bekamen 9, 6, 4, 3, 2 bzw. 1 Punkt(e). In der Fahrerwertung wurden die besten elf Resultate, in der Konstrukteurswertung alle Resultate gewertet.

### Fahrerwertung
| Pos. | Fahrer              | Konstrukteur                  | Punkte |
| ---- | ------------------- | ----------------------------- | ------ |
| 01   | Didier Pironi       | Ferrari                       | 35     |
| 02   | John Watson         | McLaren-Ford                  | 30     |
| 03   | Niki Lauda          | McLaren-Ford                  | 24     |
| 04   | Keke Rosberg        | Williams-Ford                 | 21     |
| 05   | Alain Prost         | Renault                       | 19     |
| 06   | Riccardo Patrese    | Brabham-Ford / Brabham-BMW    | 19     |
| 07   | Nelson Piquet       | Brabham-Ford / Brabham-BMW    | 17     |
| 08   | Elio de Angelis     | Lotus-Ford                    | 13     |
| 09   | Eddie Cheever       | Ligier-Matra                  | 10     |
| 10   | Michele Alboreto    | Tyrrell-Ford                  | 10     |
| 11   | Nigel Mansell       | Lotus-Ford                    | 7      |
| 12   | Derek Daly          | Theodore-Ford / Williams-Ford | 7      |
| 13   | Carlos Reutemann    | Williams-Ford                 | 6      |
| 14   | Gilles Villeneuve † | Ferrari                       | 6      |
| 15   | Andrea de Cesaris   | Alfa Romeo                    | 5      |
| 16   | Patrick Tambay      | Ferrari                       | 4      |
| 17   | René Arnoux         | Renault                       | 4      |
| 18   | Jean-Pierre Jarier  | Osella-Ford                   | 3      |

| Pos. | Fahrer             | Konstrukteur               | Punkte |
| ---- | ------------------ | -------------------------- | ------ |
| 19   | Eliseo Salazar     | ATS-Ford                   | 2      |
| 20   | Manfred Winkelhock | ATS-Ford                   | 2      |
| 21   | Marc Surer         | Arrows-Ford                | 2      |
| 22   | Chico Serra        | Fittipaldi-Ford            | 1      |
| 23   | Jacques Laffite    | Ligier-Matra               | 1      |
| 24   | Mauro Baldi        | Arrows-Ford                | 1      |
| 25   | Slim Borgudd       | Tyrrell-Ford               | 0      |
| 26   | Jochen Mass        | March-Ford                 | 0      |
| 27   | Bruno Giacomelli   | Alfa Romeo                 | 0      |
| 28   | Raul Boesel        | March-Ford                 | 0      |
| 29   | Brian Henton       | Arrows-Ford / Tyrrell-Ford | 0      |
| –    | Derek Warwick      | Toleman-Hart               | 0      |
| –    | Roberto Guerrero   | Ensign-Ford                | 0      |
| –    | Mario Andretti     | Williams-Ford              | 0      |
| –    | Teo Fabi           | Toleman-Hart               | 0      |
| –    | Riccardo Paletti † | Osella-Ford                | 0      |
| –    | Geoff Lees         | Theodore-Ford              | 0      |
| –    | Jan Lammers        | Theodore-Ford              | 0      |

### Konstrukteurswertung
| Pos. | Konstrukteur  | Punkte |
| ---- | ------------- | ------ |
| 01   | McLaren-Ford  | 54     |
| 02   | Ferrari       | 45     |
| 03   | Williams-Ford | 34     |
| 04   | Renault       | 23     |
| 05   | Lotus-Ford    | 20     |
| 06   | Brabham-Ford  | 19     |
| 07   | Brabham-BMW   | 17     |
| 08   | Ligier-Matra  | 11     |
| 09   | Tyrrell-Ford  | 10     |

| Pos. | Konstrukteur    | Punkte |
| ---- | --------------- | ------ |
| 10   | Alfa Romeo      | 5      |
| 11   | ATS-Ford        | 4      |
| 12   | Osella-Ford     | 3      |
| 13   | Arrows-Ford     | 3      |
| 14   | Fittipaldi-Ford | 1      |
| 15   | March-Ford      | 0      |
| 16   | Theodore-Ford   | 0      |
| –    | Toleman-Hart    | 0      |
| –    | Ensign-Ford     | 0      |